# Hatsune Miku: Project DIVA 2nd
Hatsune Miku: Project DIVA 2nd (初音ミク -Project DIVA-?) è un videogioco musicale creato dalla SEGA e dalla Crypton Future Media per PlayStation Portable, con protagonista la vocaloid Hatsune Miku. Il videogioco è il sequel di Hatsune Miku: Project DIVA del 2009, con cui condivide lo stesso gameplay. A differenza del suo predecessore però il gioco può gestire duetti e include canzoni individuali degli altri Crypton Vocaloids. Sono presenti tutti i personaggi del primo capitolo del videogioco, incluso Tako Luka, che però non è selezionabile.

## Dreamy Theater 2nd
Il 4 agosto 2011, SEGA pubblicò Project DIVA Dreamy Theater 2nd su PlayStation Network per PlayStation 3 esclusivamente in Giappone. Il titolo è simile a Dreamy Theater uscito due anni prima per il primo capitolo e presenta gli stessi identici contenuti della versione PSP di Project DIVA 2nd ma con una grafica migliorata al pari di un gioco per PlayStation 3. Una delle differenze più rilevanti rispetto al predecessore riguardano il fatto che ora la PSP deve essere connessa esclusivamente per trasferire il file di salvataggio, invece era richiesto il suo collegamento costante mediante un cavo USB ed è stata aggiunta la possibilità di vedere il gioco in 3D stereoscopico per i televisori che supportavano tale funzione. Una volta che il titolo verrà sbloccato tramite il trasferimento del file di salvataggio del giocatore, tutti i contenuti già ottenuti dal giocatore su PSP diverranno disponibili assieme a tutte le canzoni presenti nel primo Project DIVA.